# Grafolekt
Grafolekt – narodowy język pisany.
Grafolekt odróżnia się od dialektów i języka mówionego. O ile odmiany pisane języków narodowych często wywodzą się z języka pewnego regionu lub pewnej grupy społecznej, to E.D. Hirsch uważa grafolekty za twory sztuczne, odizolowane od podstaw dialektalnych. Nie są tożsame ze swoimi pierwowzorami. Z jednej strony niektóre elementy dialektalne nigdy nie wchodzą w skład grafolektu, a z drugiej – w grafolekcie wytwarzają się nowe cechy słownictwa i składni. Grafolekt wyróżnia się stosunkowo stałym charakterem gramatyki i bogactwem leksyki. Narodowe języki pisane rządzą się sztywnymi konwencjami stylu.
Grafolekty mają wypracowane zasady ortografii i interpunkcji, które kształtują się wraz z rozwojem piśmienności.
Z założenia grafolekt ma charakter ponaddialektalny i nie należy do żadnej grupy społecznej (ani nie jest powiązany z konkretnym regionem), przy czym najczęściej posiłkują się nim te osoby, które zostały wykształcone w zakresie posługiwania się tą odmianą języka. Przykładem grafolektu jest angielszczyzna standardowa (Standard English). Funkcję grafolektu pełni prawie każdy język standardowy.
Grafolekt uchodzi za jeden z fundamentów bytu zbiorowego, jakim jest naród.